# Liste der Biografien/Zez
Liste der Biografien |
Portal Biografien |
Personensuche
# |
A |
B |
C |
D |
E |
F |
G |
H |
I |
J |
K |
L |
M |
N |
O |
P |
Q |
R |
S |
T |
U |
V |
W |
X |
Y |
Z |
?
 
Za |
Zb |
Zc |
Zd |
Ze |
Zf |
Zg |
Zh |
Zi |
Zj |
Zk |
Zl |
Zm |
Zn |
Zo |
Zr |
Zs |
Zu |
Zv |
Zw |
Zy |
Zz
 
Zea |
Zeb |
Zec |
Zed |
Zee |
Zef |
Zeg |
Zeh |
Zei |
Zej |
Zek |
Zel |
Zem |
Zen |
Zeo |
Zep |
Zeq |
Zer |
Zes |
Zet |
Zeu |
Zev |
Zew |
Zey |
Zez
Die Liste der Biografien führt alle Personen auf, die in der deutschsprachigen Wikipedia einen Artikel haben. Dieses ist eine Teilliste mit 19 Einträgen von Personen, deren Namen mit den Buchstaben „Zez“ beginnt.

## Zez

### Zeze
- Zézé (1942–2006), brasilianischer Fußballspieler
- Zézé, Méba-Mickaël (* 1994), französischer Sprinter
- Zézé, Nathan (* 2005), französisch-ivorischer Fußballspieler
- Zézé, Ryan (* 1998), französischer Sprinter
- Zezel, Peter (1965–2009), kanadischer Eishockeyspieler

### Zezj
- Zezjaruk, Wolha (* 1985), belarussische Biathletin

### Zezs
- Zezschwitz, Ecke von (1922–2003), deutscher Bodenkundler, Agrikulturchemiker und Geologe
- Zezschwitz, Emil von (1821–1876), sächsischer Generalmajor
- Zezschwitz, Friedrich von (* 1935), deutscher Rechtswissenschaftler
- Zezschwitz, Gerhard von (1825–1886), deutscher lutherischer Theologe
- Zezschwitz, Hans Gottlob von (1736–1818), sächsischer General der Kavallerie
- Zezschwitz, Hans von (1887–1948), deutscher Verwaltungsbeamter
- Zezschwitz, Joachim Friedrich Gotthelf von (1740–1820), sächsischer General der Kavallerie
- Zezschwitz, Johann Adolf von (1779–1845), sächsischer Generalleutnant, Kriegsminister
- Zezschwitz, Paultheo von (* 1972), deutscher Chemiker und Unternehmer
- Zezschwitz, Theodor von (1843–1906), sächsischer Rittergutsbesitzer, Jurist und Politiker
- Zezschwitz, Willibald von (1876–1948), deutscher Verwaltungsjurist

### Zezu
- Zezula, Werner (* 1941), österreichischer Tischtennisspieler

### Zezz
- Zezza di Zapponeta, Michele (1850–1927), italienischer Geistlicher